# Wettkämpfe der Freundschaft

Logo der Wettkämpfe der Freundschaft

Unter der Bezeichnung Wettkämpfe der Freundschaft (russisch Дружба-84, Druschba-84, wörtlich: „Freundschaft-84“) fanden im Jahr 1984 in Ländern des sozialistischen Lagers eine Reihe von internationalen Sportwettkämpfen als Gegenveranstaltung zu den Olympischen Sommerspielen 1984 in Los Angeles statt.

## Austragung
Nachdem die Olympischen Sommerspiele 1980 in Moskau, der Hauptstadt der Sowjetunion, von 42 Nationalen Olympischen Komitees (NOK) bzw. deren Staaten (Vereinigte Staaten, Bundesrepublik Deutschland …) teils aus politischen Gründen boykottiert worden waren, war das olympische Turnier 1984 in Los Angeles in den Vereinigten Staaten wiederum von 19 Nationalen Komitees (Sowjetunion, Demokratische Republik Afghanistan, Albanien, Angola, Äthiopien, Volksrepublik Bulgarien, Deutsche Demokratische Republik (DDR), Iran, Demokratische Volksrepublik Jemen, Kuba, Demokratische Volksrepublik Laos, Libyen, Mongolische Volksrepublik, Demokratische Volksrepublik Korea, Obervolta, Volksrepublik Polen, Tschechoslowakei, Ungarische Volksrepublik und Sozialistische Republik Vietnam) boykottiert worden.

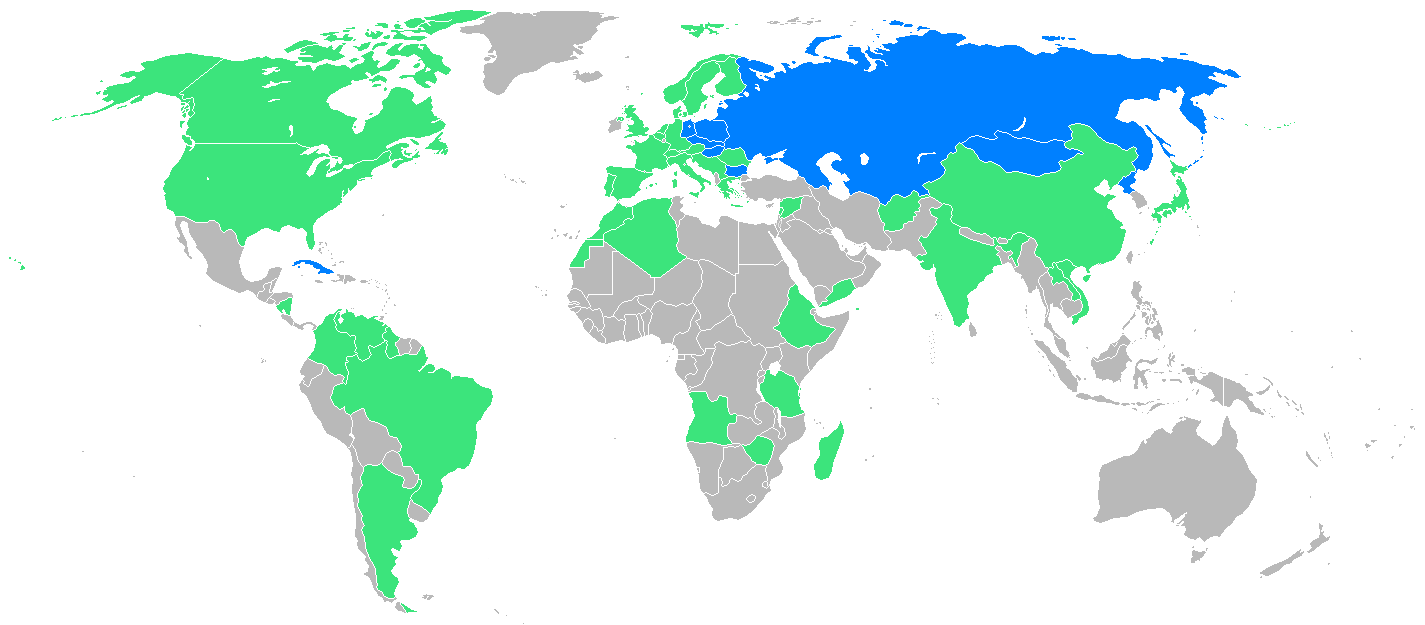
Gastgeber (blau) und Teilnehmer (grün) der Wettkämpfe

Die als „Gegenspiele“ zu den im Zeitraum vom 28. Juli bis 12. August 1984 in Los Angeles abgehaltenen Olympischen Sommerspielen gedachten Wettkämpfe fanden im Zeitraum vom 2. Juli und 16. September 1984 in mehreren Ländern statt, nämlich in der Sowjetunion, der DDR, der Tschechoslowakei, der Mongolei sowie in Bulgarien, Polen, Ungarn, Kuba und Nordkorea. In der DDR wurden Wettkämpfe im Kanusport, Straßenradsport und Handball ausgetragen.

## Teilnehmer
Neben den sozialistischen Ländern nahmen auch viele westliche Staaten an den Wettkämpfen, insgesamt aus 49 Staaten, teil. Während die Boykott-Staaten ihre Topathleten entsandten, starteten für die anderen Länder oft Sportler, welche die Olympiaqualifikation verpasst hatten.

## Wettkämpfe
Die Wettkämpfe umfassten alle olympischen Sportarten sowie einige weitere Disziplinen wie Tennis, Tischtennis und Sambo.

### Boxen
Das Boxturnier fand in Havanna statt. Die für Kuba startenden Sportler gewannen dabei elfmal Gold und einmal Silber. Torsten Schmitz gewann Gold in der Gewichtsklasse bis 67 Kilogramm, Michael Timm Bronze in der Gewichtsklasse bis 71 Kilogramm hinter Angel Espinosa und Michail Tukow. Die DDR erreichte insgesamt einmal Gold und sechsmal Bronze.

### Handball
Die Männer-Handballnationalmannschaft der DDR gewann das Finale gegen die Sowjetunion. Im Aufgebot standen auf DDR-Seite auch Frank-Michael Wahl, Rüdiger Borchardt und Wieland Schmidt.
Beim Turnier der Frauen in Trenčín gewann die Sowjetische Frauen-Handballnationalmannschaft vor der Tschechoslowakei und der Nationalmannschaft der DDR, in deren Aufgebot unter anderem Katrin Krüger, Sybille Wagner, Andrea Stolletz, Evelyn Hübscher und Claudia Wunderlich standen.

### Judo
Um die Siege im Judo wurde in Warschau gekämpft. Erfolgreichstes Team war das der Sowjetunion mit fünf Goldmedaillen, zwei Silbermedaillen und einer Bronzemedaille. Der Deutsche Andreas Paluschek gewann Silber hinter Nikolai Soloduhin.

### Kanu
Die Wettbewerbe im Kanu wurden in der DDR, in Berlin-Grünau ausgetragen. Rüdiger Helm gewann im K 1 und im K 4 über 1000 Meter und im K 4, Kathrin Giese belegte Platz 2 im K 4 über 500 Meter. Die DDR gewann insgesamt sechsmal Gold, fünfmal Silber und einmal Bronze.

### Leichtathletik
Die Leichtathletikwettkämpfe wurden in Moskau (Männer) und in Prag (Frauen) ausgetragen.
Marita Koch gewann den Laufwettbewerb über die 400 Meter. Im Weitsprung gewann Heike Drechsler mit 7,15 Metern vor Helga Radtke mit 7,11. Den Diskuswurf gewann Juri Dumtschew aus der Sowjetunion vor Juan Martínez aus Kuba und Jürgen Schult, der mit einer Weite von 66,02 Metern Platz 3 belegte. Im Zehnkampf gewann Grigori Degtjarjow vor Torsten Voss.
Die Sowjetunion erreichte 24 Gold-, 20 Silber- und 19 Bronzemedaillen, die DDR acht Gold-, sieben Silber- und vier Bronzemedaillen.

### Moderner Fünfkampf
In Warschau fanden die Wettkämpfe im Modernen Fünfkampf statt. László Fábián gewann dabei zweimal Gold.

### Radsport
In Schleiz gewann die DDR drei Gold- und drei Silbermedaillen im Radsport.

### Rhythmische Sportgymnastik
Im bulgarischen Warna fanden die Wettkämpfe der Rhythmischen Sportgymnastik statt. Beste Sportlerin war Diliana Gueorguiewa, die vier Goldmedaillen gewann.

### Ringen
Die Ringer traten in Sofia und in Budapest zu ihren Wettkämpfen an. Die DDR gewann dabei dreimal Bronze.

### Rudern
Beim Rudern in Moskau holten die sowjetischen Boote zwölf und die DDR zwei (Kirsten Peters/Ramona Balthasar und Karl-Heinz Bußert/Uwe Mund/Bernd Kalisch/Klaus Kröppelien) Siege.

### Schwimmen
Die Schwimmwettbewerbe in Moskau waren das Terrain der DDR, die 16-mal Gold, zwölfmal Silber und sechsmal Bronze holte.

### Segeln
Die Wettfahrten im Segeln wurden auf dem Balaton und vor Tallinn ausgetragen. Die Teams aus der DDR holten dabei zweimal Gold, zweimal Silber und einmal Bronze. Das Team Jörn Borowski/Egbert Swensson holte Silber in der 470er Jolle.

### Tennis
Für die Wettbewerbe im Tennis wurden die Internationalen Tennismeisterschaften von Polen verwendet. Sie fanden vom 20. bis 26. August in Katowice statt. Zusätzlich wurden dort noch Mannschaftswettbewerbe ausgetragen. Diese gewannen bei den Herren die Sowjetunion und bei den Damen die Tschechoslowakei. Die Einzel- und Doppelwettbewerbe wurden sämtlich von sowjetischen Spielern gewonnen: das Herreneinzel von Alexander Swerew, das Dameneinzel von Jeļena Jeļisejenko, das Herrendoppel von Wadim Borissow und Konstantin Pugajew und das Damendoppel von Jeļisejenko und Julia Salnikowa.

### Turnen
Im Turnen in Olomouc erzielte Maxi Gnauck für die DDR zweimal Gold. Beste Turnerin war Olga Mostepanowa mit fünf Siegen.

### Volleyball
Die Turniere im Volleyball der Frauen wurden in Warna ausgetragen. Es gewann das bulgarische Team vor dem Team der Sowjetunion und dem Team der DDR. Letztere hatte dabei Maike Arlt, Monika Beu, Andrea Heim, Cathrin Heydrich, Grit Jensen, Ramona Landgraf, Heike Lehmann, Karla Mügge, Ute Oldenburg, Ariane Radfan, Martina Schwarz und Dörte Stüdemann aufgestellt.
Die Männer spielten ihr Turnier in Havanna. Es gewann die Sowjetunion vor Kuba und Polen.

### Wasserspringen
In Budapest, bei den Wettkämpfen im Wasserspringen, gewann Alexander Portnow im Kunstspringen vor Dieter Waskow. Das Turmspringen gewannen Dieter Waskow und Thomas Knuths. Brita Baldus gewann Gold im Kunstspringen, Alla Lobankina Gold im Turmspringen vor Ramona Wenzel.

## Ergebnisse und Rekorde
Die absoluten Ergebnisse übertrafen teilweise diejenigen der parallel stattfindenden Olympischen Spiele. Die von den sozialistischen Sportleitungen angestrebte Flut von Weltrekorden blieb aber zumindest in den olympischen Kerndisziplinen aus. Allein 30 Weltrekorde wurden dagegen im Gewichtheben aufgestellt.
Die Sowjetunion erkämpfte 282 Medaillen, davon 126-mal Gold, die DDR 137 Medaillen, davon 49-mal Gold.